# Heliconia xanthovillosa
Heliconia xanthovillosa är en enhjärtbladig växtart som beskrevs av Walter John Emil Kress. Heliconia xanthovillosa ingår i släktet Heliconia och familjen Heliconiaceae. Inga underarter finns listade.